# Gromphas lacordairei
Gromphas lacordairei là một loài bọ cánh cứng trong họ Bọ hung (Scarabaeidae).